# Discovery HD Showcase
Discovery HD Showcase var en TV-kanal som sänder program i HDTV över stora delar av världen, däribland Sverige. Kanalen ägs av Discovery Networks Europe som är en del av Discovery Communications Inc. Kanalen lanserades först i Asien år 2005 och i Sverige hade kanalen premiär 1 november 2006. Kanalens syfte är att kunna visa de program i HDTV-format som producerats av Discovery Channel och dess systerkanaler inom Discovery Networks och Discovery Communications.HDTV- formatet som används är för närvarande 1080i. Discovery HD finns tillgänglig (november 2006) genom Canal Digital och Com Hem sedan 12 december 2006. Kanalens utbud är intiktat på teknik, vetenskap, kultur och natur.

## Ägare
Discovery Communications Inc. är världens ledande media- och underhållningsföretag inom dokumentärområdet. Discovery har utökat från sin första kanal, Discovery Channel som lanserades i USA 1985, till en nuvarande omfattning med verksamhet i över 170 länder och 1,4 miljarder tittare. Discovery Networks International omfattar 17 varumärken som når sammanlagt 670 miljoner tittare. I EMEA når 12 varumärken 173 miljoner tittare i 104 länder med program tillgängliga på 22 språk. Discovery Communications ägandeskap fördelas mellan fyra ägare: Discovery Holding Company (NASDAQ: DISCA, DISCB), Cox Communications, Inc., Advance/Newhouse Communications och John S. Hendricks, företagets grundare och styrelseordförande. 

## Distribution
Discovery Communication har flera olika nischade kanaler som sänder digitalt. I Sverige är följande kanaler tillgängliga: Animal Planet, Discovery World, TLC, Discovery Science, ID, Discovery Channel och Discovery HD Showcase. Discoverys kanaler finns på flera plattformar, däribland Com Hem, Canal Digital, Boxer och Tele2. Alla nischkanalerna finns inte hos alla leverantörer. 